# Havercroft with Cold Hiendley
Havercroft with Cold Hiendley – civil parish w Anglii, w West Yorkshire, w dystrykcie metropolitalnym Wakefield. W 2011 civil parish liczyła 2256 mieszkańców.